# Lijst van nummer 1-hits in de Radio 2 Top 30 in 2016
Deze hits stonden in 2016 op nummer 1 in de Vlaamse Radio 2 Top 30.
| Nummer | Datum        | Artiest                               | Titel                             |
| ------ | ------------ | ------------------------------------- | --------------------------------- |
| 713    | 2 januari    | Coldplay                              | Adventure of a Lifetime           |
| 714    | 9 januari    | Justin Bieber                         | What Do You Mean?                 |
|        | 16 januari   | Justin Bieber                         | What Do You Mean?                 |
| 715    | 23 januari   | Emma Bale & Milow                     | Fortune Cookie                    |
|        | 30 januari   | Emma Bale & Milow                     | Fortune Cookie                    |
| 716    | 6 februari   | Lukas Graham                          | 7 Years                           |
|        | 13 februari  | Lukas Graham                          | 7 Years                           |
| 717    | 20 februari  | Justin Bieber                         | Love Yourself                     |
|        | 27 februari  | Justin Bieber                         | Love Yourself                     |
|        | 5 maart      | Justin Bieber                         | Love Yourself                     |
| 718    | 12 maart     | Adele                                 | When We Were Young                |
| 719    | 19 maart     | Dua Lipa                              | Be the One                        |
| 716    | 26 maart     | Lukas Graham                          | 7 years                           |
|        | 2 april      | Lukas Graham                          | 7 years                           |
|        | 9 april      | Lukas Graham                          | 7 years                           |
|        | 16 april     | Lukas Graham                          | 7 years                           |
| 720    | 23 april     | Alan Walker                           | Faded                             |
| 721    | 30 april     | Tourist LeMC & Spiritually Wally      | Horizon                           |
|        | 7 mei        | Tourist LeMC & Spiritually Wally      | Horizon                           |
|        | 14 mei       | Tourist LeMC & Spiritually Wally      | Horizon                           |
| 722    | 21 mei       | Drake, Wizkid & Kyla                  | One Dance                         |
|        | 28 mei       | Drake, Wizkid & Kyla                  | One Dance                         |
| 723    | 4 juni       | Justin Timberlake                     | Can't Stop the Feeling!           |
|        | 11 juni      | Justin Timberlake                     | Can't Stop the Feeling!           |
|        | 18 juni      | Justin Timberlake                     | Can't Stop the Feeling!           |
|        | 25 juni      | Justin Timberlake                     | Can't Stop the Feeling!           |
| 724    | 2 juli       | Adele                                 | Send My Love (To Your New Lover)  |
|        | 9 juli       | Adele                                 | Send My Love (To Your New Lover)  |
| 723    | 16 juli      | Justin Timberlake                     | Can't Stop the Feeling!           |
|        | 23 juli      | Justin Timberlake                     | Can't Stop the Feeling!           |
|        | 30 juli      | Justin Timberlake                     | Can't Stop the Feeling!           |
|        | 6 augustus   | Justin Timberlake                     | Can't Stop the Feeling!           |
|        | 13 augustus  | Justin Timberlake                     | Can't Stop the Feeling!           |
|        | 20 augustus  | Justin Timberlake                     | Can't Stop the Feeling!           |
| 725    | 27 augustus  | Álvaro Soler                          | Sofia                             |
|        | 3 september  | Álvaro Soler                          | Sofia                             |
| 726    | 10 september | Nathaniel Rateliff & The Night Sweats | I Need Never Get Old              |
|        | 17 september | Nathaniel Rateliff & The Night Sweats | I Need Never Get Old              |
|        | 24 september | Nathaniel Rateliff & The Night Sweats | I Need Never Get Old              |
| 727    | 1 oktober    | Florence and The Machine              | Stand By Me                       |
|        | 8 oktober    | Florence and The Machine              | Stand By Me                       |
|        | 15 oktober   | Florence and The Machine              | Stand By Me                       |
| 728    | 22 oktober   | Bruno Mars                            | 24K Magic                         |
|        | 29 oktober   | Bruno Mars                            | 24K Magic                         |
| 729    | 5 november   | Rag'n'Bone Man                        | Human                             |
| 730    | 12 november  | Lost Frequencies                      | What Is Love 2016                 |
| 731    | 19 november  | Nathaniel Rateliff & The Night Sweats | S.O.B.                            |
| 729    | 26 november  | Rag'n'Bone Man                        | Human                             |
| 728    | 3 december   | Bruno Mars                            | 24K Magic                         |
|        | 10 december  | Bruno Mars                            | 24K Magic                         |
|        | 17 december  | Bruno Mars                            | 24K Magic                         |
|        | 24 december  | Geen Top 30 door De Warmste Radio     | Geen Top 30 door De Warmste Radio |
|        | 31 december  | Geen Top 30 door 1000 Klassiekers     | Geen Top 30 door 1000 Klassiekers |